# Uncle Sam
Uncle Sam (initialer: U.S.) (Onkel Sam på dansk) er den almindelige national personificering af den amerikanske regering, der, ifølge legenden, stammer fra den britisk-amerikanske krig i 1812, og er angiveligt opkaldt efter Samuel Wilson. Uncle Sam dukker for første gang op i litteraturen i 1816. Det var i den allegoriske bog "The Adventures of Uncle Sam in Search After His Lost Honor" (dansk: "Eventyret om Onkel Sam, der søger efter sin tabte ære") af Frederick Augustus Fidfady. Der blev ligeledes nævnt en Uncle Sam i 1775. Det var i den kendte sang "Yankee Doodle" under den amerikanske uafhængighedskrig. Det er dog ikke klart, om sangen refererer til Uncle Sam som en metafor for den amerikanske stat, eller blot refererer til et person, hvis navn var Sam. Sangteksten har helt klart til formål at håne den militære indsats, der blev vist fra den unge nations side, mens briterne belejrede Boston i 1775-76. Den 13. strofe lyder således:
| Old Uncle Sam come there to change Some pancakes and some onions, For 'lasses cakes, to carry home To give his wife and young ones | Onkel Sam kommer her for at bytte nogle pandekager og nogle løg til nogle kager til at tage hjem og give til hans kone og børn |
| Engelsk | Dansk |